# Абдаллах ібн Булуггін
Абдаллах ібн Булуггін (араб. عبد الله بن بلقين; бл. 1056 — після 1091) — 5-й емір Гранадської тайфи в 1073—1091 роках.

## Життєпис
Походив з династії Зірідів. Син Булуггіна ібн Бадіса, спадкоємця трону. Народився близько 1056 року. 1064 року помирає його батько, можливо, від отруєння. 1065 року оголошується спадкоємцем трону. 1073 року після смерті діда Бадіса успадкував владу в Гранадській тайфі. Втім мусив поступитися троном Малаги зведеному брату Таміму.
У середині 1070-х років не втручався в боротьбу за Кордовську тайфу. 1078 року уклав договір з Альфонсо VI, королем Кастилії, проти Севільської тайфи. 1082 року відбив напад брата Таміма, якого змусив поступитися частиною Малазької тайфи.
1086 року на заклик емірів Севільї і Бадахосу на Піренеї прибув Юсуф ібн Ташфін, правитель Аморавідів, який здобув перемогу над Кастилією в битві при Саграхасі. У ній брав участь й Абдаллах ібн Булуггін. 1088 року взяв в облогу Аледо, яке захопив наступного року. 1089 року його війська захопили місто Лоху.
З 1090 року Альморавіди почали ліквідовувати тайфи Аль-Андалуса. У квітні 1090 року їхні війська зайняли Гранаду. Абдаллах фактично втратив будь-яку владу. 1091 року його було відправлено до Агмату (поблизу Марракешу). Подальша доля невідома.
Під час заслання написав свої спогади та історію Зірідів у Гранаді «Аль-Тіб'ян аль-Хадіта аль-Каїна бі-даулат Бані Зірі фі Гарнар» («Опис занепаду династії Зірідів у Гранаді»).